# القوات البحرية الأوكرانية
القوات البحرية الأوكرانية ((بالأوكرانية: Військово-Морські Сили України, ВМСУ, Viys’kovo-Mors’ki Syly Ukrayiny, VMSU)) هي القوات البحرية لدولة أوكرانيا وجزء من القوات المسلحة الأوكرانية. تم تأسيسها في عام 1992.
تتكون من خمسة فروع: قوة السطح، قوات الغواصات، قوة طيران البحرية، وقوة الصواريخ المدفعية الساحلية، وقوة مشاة البحرية. يبلغ عدد القوات البحرية 6500 شخص . في عام 2007 وقبل ضم الروس للقرم كان هناك 15470 شخص يخدم في البحرية الأوكرانية.

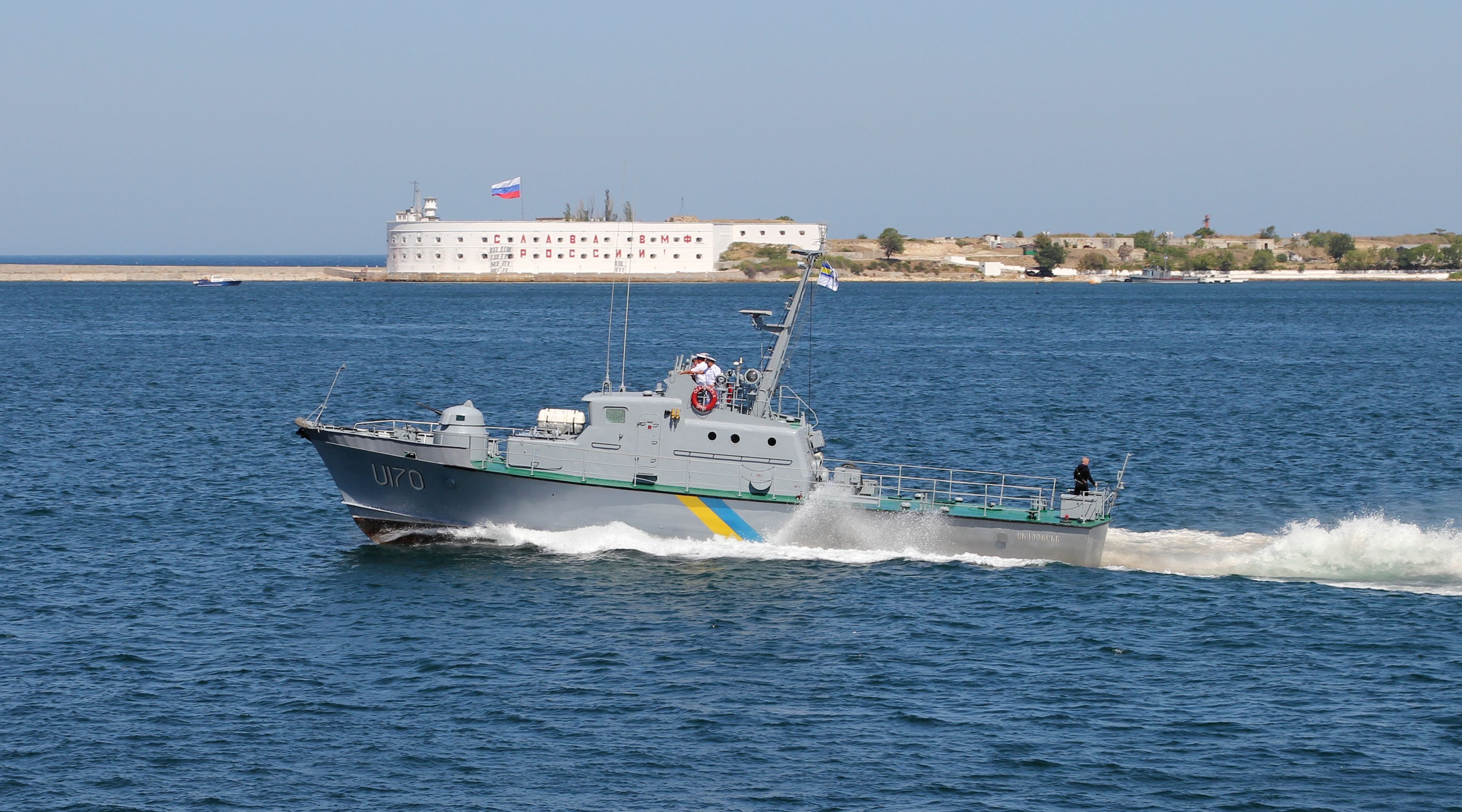
Ukrainian Navy artillery boat Zhuk class U170 Skadovs'k. Bay of Sevastopol، القرم.